# Residência do embaixador dos Estados Unidos nas Nações Unidas

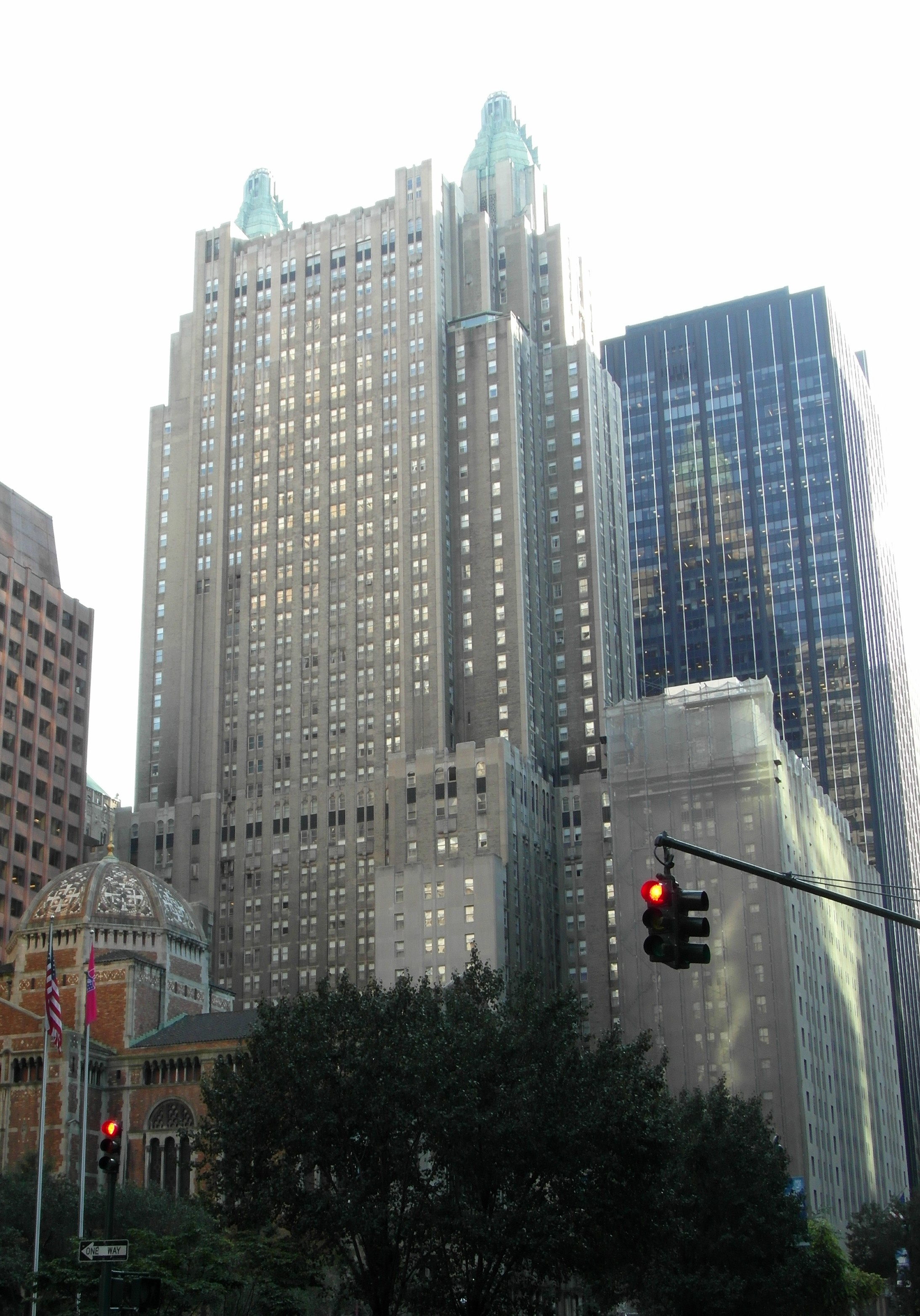
A residência do embaixador dos Estados Unidos nas Nações Unidas ficava no 42º andar do Waldorf-Astoria Hotel, retratado aqui em 2012.

A residência oficial do embaixador dos Estados Unidos nas Nações Unidas, estabelecida em 1947, localizava-se originalmente em um conjunto de quartos alugados pelo Departamento de Estado no 42º andar do Waldorf Astoria New York. Descrita na imprensa como "palaciana", a residência do embaixador foi a primeira a ser localizada em um hotel. O Departamento de Estado desocupou o Waldorf Astoria logo após a seguradora chinesa Anbang adquirir o Waldorf-Astoria em 2015, levantando preocupações com a segurança. Os Estados Unidos compraram uma cobertura no 50 United Nations Plaza em maio de 2019, após inicialmente alugarem outra cobertura no mesmo prédio.

## Antiga residência no Waldorf-Astoria

### Antecedentes
A partir de 1947, logo após a instalação do secretariado das Nações Unidas em Nova Iorque, o Departamento de Estado dos EUA fez um contrato de arrendamento de longo prazo para ocupação de uma suíte de quartos pelo embaixador americano no Waldorf-Astoria, um hotel de luxo construído em 1931. A instalação da residência do embaixador no Waldorf-Astoria tornou-o o primeiro hotel da história a abrigar uma residência de embaixador. Em 1960, uma casa geminada em Sutton Place, originalmente construída por J. P. Morgan em 1921, foi doada ao governo americano pelo então proprietário Arthur Houghton com a intenção de ser usada como uma nova residência de embaixador. No entanto, o embaixador Adlai Stevenson II determinou que a casa não era do seu agrado e a residência continuou no Waldorf-Astoria. (A casa geminada de Sutton Place foi posteriormente doada pelos Estados Unidos às Nações Unidas e atualmente serve como residência oficial do Secretário-geral das Nações Unidas.)
Em 1978, a Ebony noticiou que Andrew Young e sua família exploraram a possibilidade de se mudar da suíte do Waldorf-Astoria para uma casa. Young, que foi o primeiro embaixador a morar na suíte com "crianças pequenas", afirmou que "o Waldorf é muito bom e conveniente, mas eu tenho dificuldade em criar uma criança pequena em um hotel". No entanto, a busca acabou "se tornando um assunto da mídia" e Young optou por ficar na suíte. No entanto, ele opinou que "as pessoas tentaram fazer parecer que eu estava dizendo que o Waldorf não era bom o suficiente para nós".
Em 1999, o Departamento de Estado pagava US$ 360.000 por ano para alugar a suíte de forma contínua; o contrato é renovado a cada dez anos, com uma extensão de curto prazo opcional de um ou dois anos. Em 2015, foi anunciado que o Departamento de Estado não permitiria mais que funcionários fossem hospedados no Waldorf-Astoria, devido a preocupações com a segurança decorrentes da recente compra da propriedade por interesses comerciais chineses. Não ficou claro se a decisão afetaria o status da residência; no entanto, em março de 2016, o hotel ainda estava sendo ocupado pelo embaixador americano.
O The New York Times relatou que, em 2016, o governo Obama decidiu encontrar uma nova casa para o embaixador dos Estados Unidos na ONU — uma cobertura alugada no 50 United Nations Plaza – em vez do Waldorf para aliviar as preocupações de segurança associadas à compra do Waldorf por uma seguradora chinesa com uma estrutura de propriedade obscura; a cobertura alugada é a casa da embaixadora Kelly Craft.

### Residentes notáveis

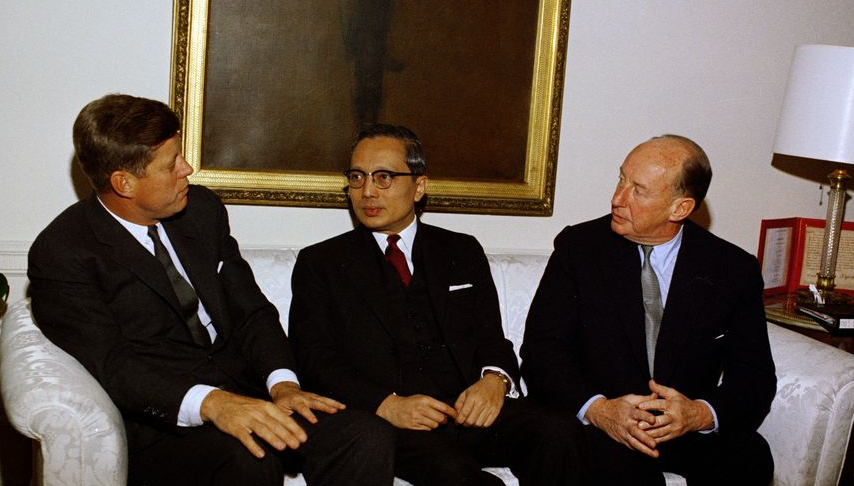
John F. Kennedy, U Thant e Adlai Stevenson no Waldorf-Astoria em 1962.

Madeleine Albright, George H. W. Bush, Charles Yost, Adlai Stevenson II, Samantha Power e Bill Richardson estão entre os notáveis ex-residentes da suíte. Durante seu mandato como embaixador na ONU (1999-2001), Richard Holbrooke optou por não ocupar o apartamento do 42º andar, optando por morar em sua casa particular em Manhattan home. Em seu lugar, a residência foi temporariamente ocupada pelo assistente de Holbrooke, Randolph Eddy, então com 27 anos. Segundo relatos, Holbrooke e sua esposa, a jornalista Kati Marton, davam "festas brilhantes" na suíte, "onde políticos e ministros das Relações Exteriores se misturavam com pessoas como Robert De Niro e Sarah Jessica Parker".

### Projeto
A suíte está localizada no "último andar" do Waldorf-Astoria Hotel. Descrita em relatos da imprensa como "palaciana", a residência é decorada com, entre outros itens, uma pintura de Jim Dine, um móbile de Alexander Calder e um piano de cauda, e oferece "vistas cintilantes da cidade" do horizonte de Nova Iorque. A porta da frente da suíte é emoldurada por uma águia dourada. Ela está localizada no lado oposto do corredor de um apartamento que pertenceu, por vezes, a William Benton, editor da Encyclopædia Britannica, e da chamada "suíte real", pois foi usada por muito tempo pelo Duque de Windsor como sua residência não oficial na cidade de Nova Iorque.
Em 1971, o interior da suíte foi dividido em nove cômodos, incluindo cinco quartos e uma sala de estar com teto de 15 metros de altura, que era usada para "hospedar grandes recepções oficiais". Dorothy Bush Koch observou que o apartamento foi projetado com "tetos altos, belos trabalhos em madeira antiga, lareiras funcionando e grandes janelas com belas vistas da cidade de Nova Iorque".

## 50 United Nations Plaza
Após a aquisição do Waldorf-Astoria por uma seguradora chinesa, preocupações com a segurança levaram o Departamento de Estado a buscar uma nova residência para o embaixador. O governo alugou uma cobertura de um andar inteiro no 50 United Nations Plaza, onde Nikki Haley foi a primeira embaixadora a se estabelecer. Posteriormente, os Estados Unidos compraram uma cobertura diferente de um andar inteiro em maio de 2019. A unidade de cinco quartos e seis banheiros e meio foi adquirida por US$ 15,85 milhões.